# Saman (Haute-Garonne)
Pour les articles homonymes, voir Saman.
Saman est une commune française située dans l'ouest du département de la Haute-Garonne en région Occitanie.
Sur le plan historique et culturel, la commune est dans le pays de Comminges, correspondant à l’ancien comté de Comminges, circonscription de la province de Gascogne située sur les départements actuels du Gers, de la Haute-Garonne, des Hautes-Pyrénées et de l'Ariège. Exposée à un climat océanique altéré, elle est drainée par la Save, la Nère, le ruisseau Riou Pudé et par un autre cours d'eau.
Saman est une commune rurale qui compte 145 habitants en 2022, après avoir connu un pic de population de 444 habitants en 1821. Elle fait partie de l'aire d'attraction de Saint-Gaudens. Ses habitants sont appelés les Samanais ou  Samanaises.

## Géographie

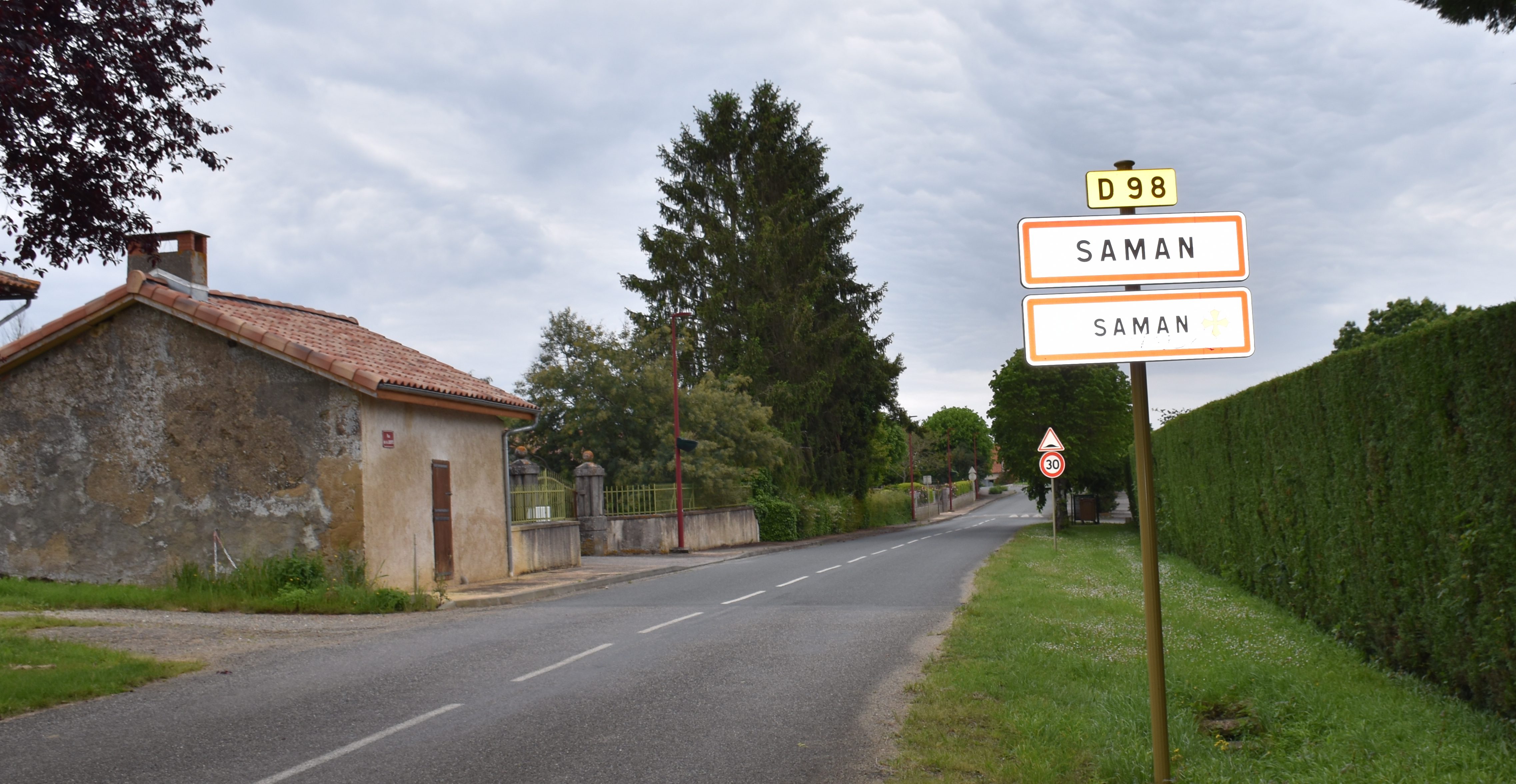
une entrée de la commune.

### Localisation
La commune de Saman se trouve dans le département de la Haute-Garonne, en région Occitanie.
Elle se situe à 71 km à vol d'oiseau de Toulouse, préfecture du département, et à 14 km de Saint-Gaudens, sous-préfecture.
Les communes les plus proches sont : 
Saint-Lary-Boujean (1,6 km), Montgaillard-sur-Save (2,0 km), Charlas (2,4 km), Ciadoux (2,8 km), Saint-Pé-Delbosc (4,1 km), Lespugue (4,3 km), Escanecrabe (4,6 km), Saint-Marcet (4,8 km).
Sur le plan historique et culturel, Saman fait partie du pays de Comminges, correspondant à l’ancien comté de Comminges, circonscription de la province de Gascogne située sur les départements actuels du Gers, de la Haute-Garonne, des Hautes-Pyrénées et de l'Ariège.
Les communes limitrophes sont  Charlas, Ciadoux, Montgaillard-sur-Save et Saint-Lary-Boujean.
|         | Montgaillard-sur-Save |         |
| Charlas | Saman                 | Ciadoux |
|         | Saint-Lary-Boujean    |         |

### Hydrographie

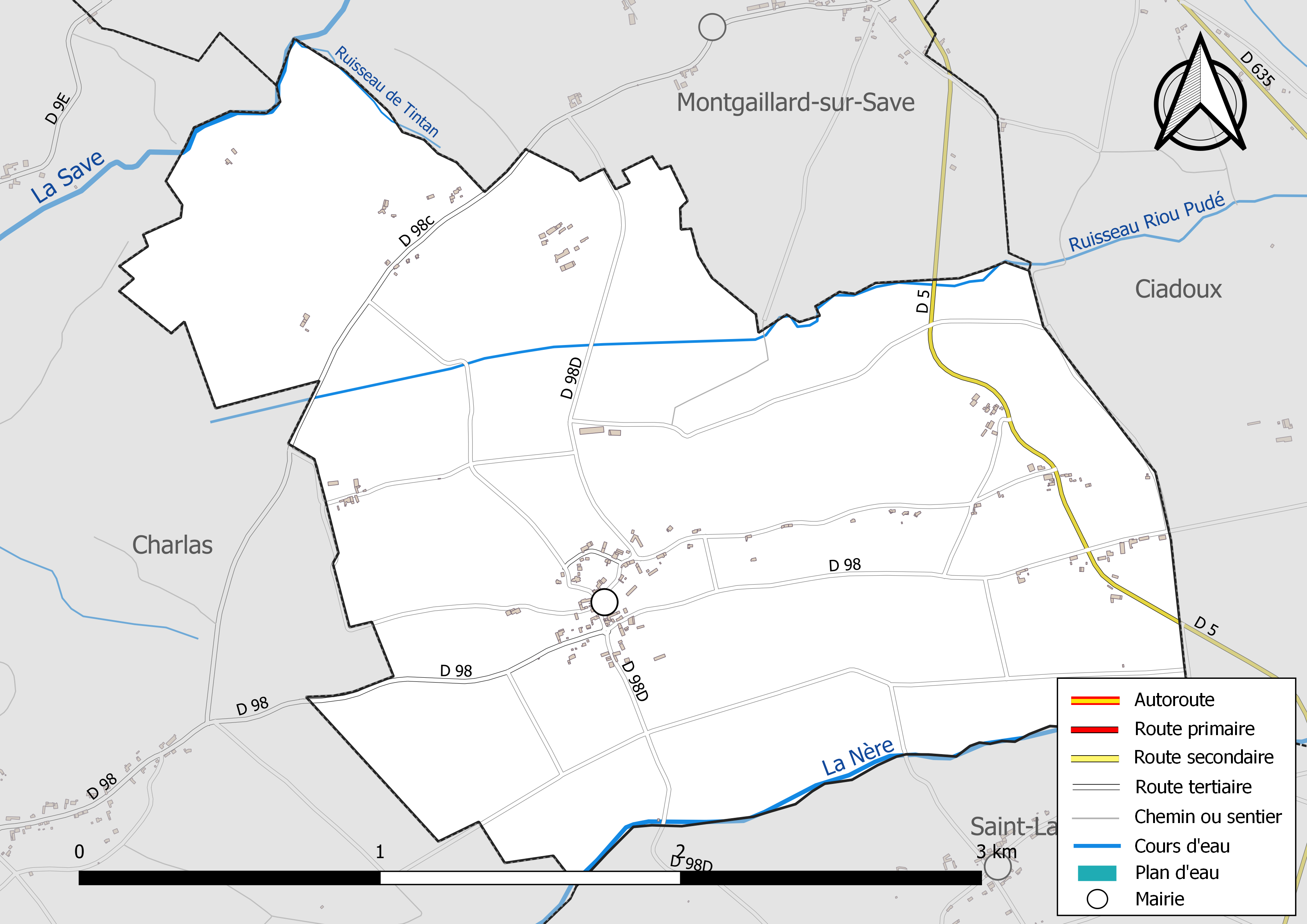
Réseaux hydrographique et routier de Saman.

La commune est dans le bassin de la Garonne, au sein du bassin hydrographique Adour-Garonne. Elle est drainée par la Save, la Nère, le ruisseau Riou Pudé et le ruisseau de Tintan, constituant un réseau hydrographique de 4 km de longueur totale,.
La Save, d'une longueur totale de 143 km, prend sa source dans la commune de Lannemezan (65) et s'écoule du sud-ouest vers le nord-est. Elle traverse la commune et se jette dans la Garonne à Grenade, après avoir traversé 46 communes.
La Nère, d'une longueur totale de 33,3 km, prend sa source dans la commune de Cardeilhac et s'écoule du sud-ouest vers le nord-est. Elle traverse la commune et se jette dans la Louge à Montoussin, après avoir traversé 17 communes.

### Climat
Pour des articles plus généraux, voir Climat de l'Occitanie et Climat de la Haute-Garonne.

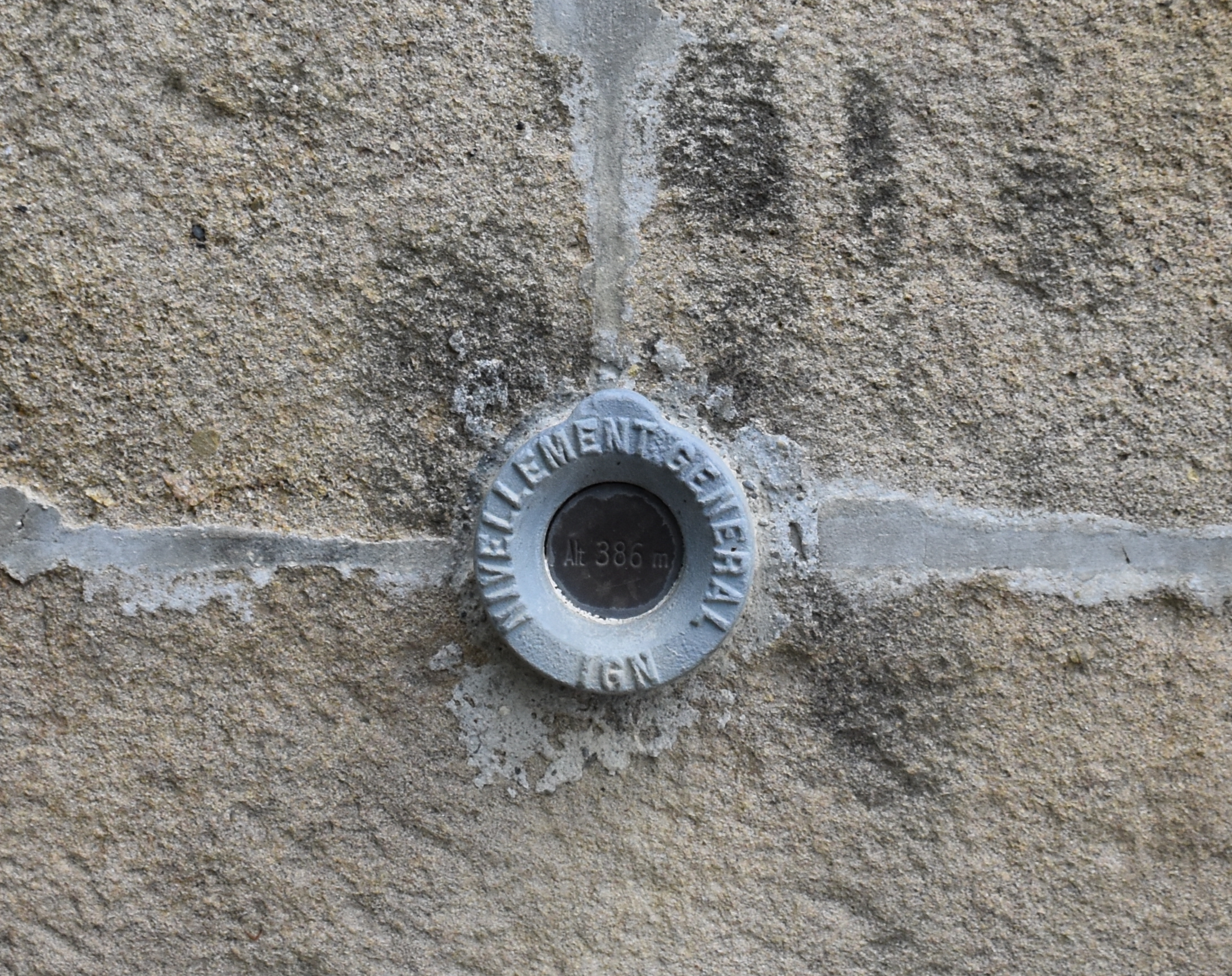
Borne de nivellement sur l'église -
Altitude 386 m.

En 2010, le climat de la commune est de type climat océanique altéré, selon une étude s'appuyant sur une série de données couvrant la période 1971-2000. En 2020, Météo-France publie une typologie des climats de la France métropolitaine dans laquelle la commune est dans une zone de transition entre le climat océanique altéré et le climat de montagne ou de marges de montagne et est dans la région climatique Pyrénées centrales, caractérisée par une pluviométrie annuelle de 1 000 à 1 200 mm.
Pour la période 1971-2000, la température annuelle moyenne est de 12,6 °C, avec une amplitude thermique annuelle de 14,7 °C. Le cumul annuel moyen de précipitations est de 928 mm, avec 9,3 jours de précipitations en janvier et 6,7 jours en juillet. Pour la période 1991-2020, la température moyenne annuelle observée sur la station météorologique la plus proche, située sur la commune de Clarac à 17 km à vol d'oiseau, est de 12,5 °C et le cumul annuel moyen de précipitations est de 804,9 mm,. Pour l'avenir, les paramètres climatiques de la commune estimés pour 2050 selon différents scénarios d'émission de gaz à effet de serre sont consultables sur un site dédié publié par Météo-France en novembre 2022.

### Milieux naturels et biodiversité
Aucun espace naturel présentant un intérêt patrimonial n'est recensé sur la commune dans l'inventaire national du patrimoine naturel,,.

## Urbanisme

### Typologie
Au 1er janvier 2024, Saman est catégorisée commune rurale à habitat très dispersé, selon la nouvelle grille communale de densité à sept niveaux définie par l'Insee en 2022.
Elle est située hors unité urbaine. Par ailleurs la commune fait partie de l'aire d'attraction de Saint-Gaudens, dont elle est une commune de la couronne,. Cette aire, qui regroupe 85 communes, est catégorisée dans les aires de moins de 50 000 habitants,.

### Occupation des sols
L'occupation des sols de la commune, telle qu'elle ressort de la base de données européenne d’occupation biophysique des sols Corine Land Cover (CLC), est marquée par l'importance des territoires agricoles (83,6 % en 2018), une proportion identique à celle de 1990 (83,6 %). La répartition détaillée en 2018 est la suivante : 
terres arables (65,5 %), zones agricoles hétérogènes (18 %), forêts (11,9 %), zones urbanisées (4,6 %). L'évolution de l’occupation des sols de la commune et de ses infrastructures peut être observée sur les différentes représentations cartographiques du territoire : la carte de Cassini (XVIIIe siècle), la carte d'état-major (1820-1866) et les cartes ou photos aériennes de l'IGN pour la période actuelle (1950 à aujourd'hui).

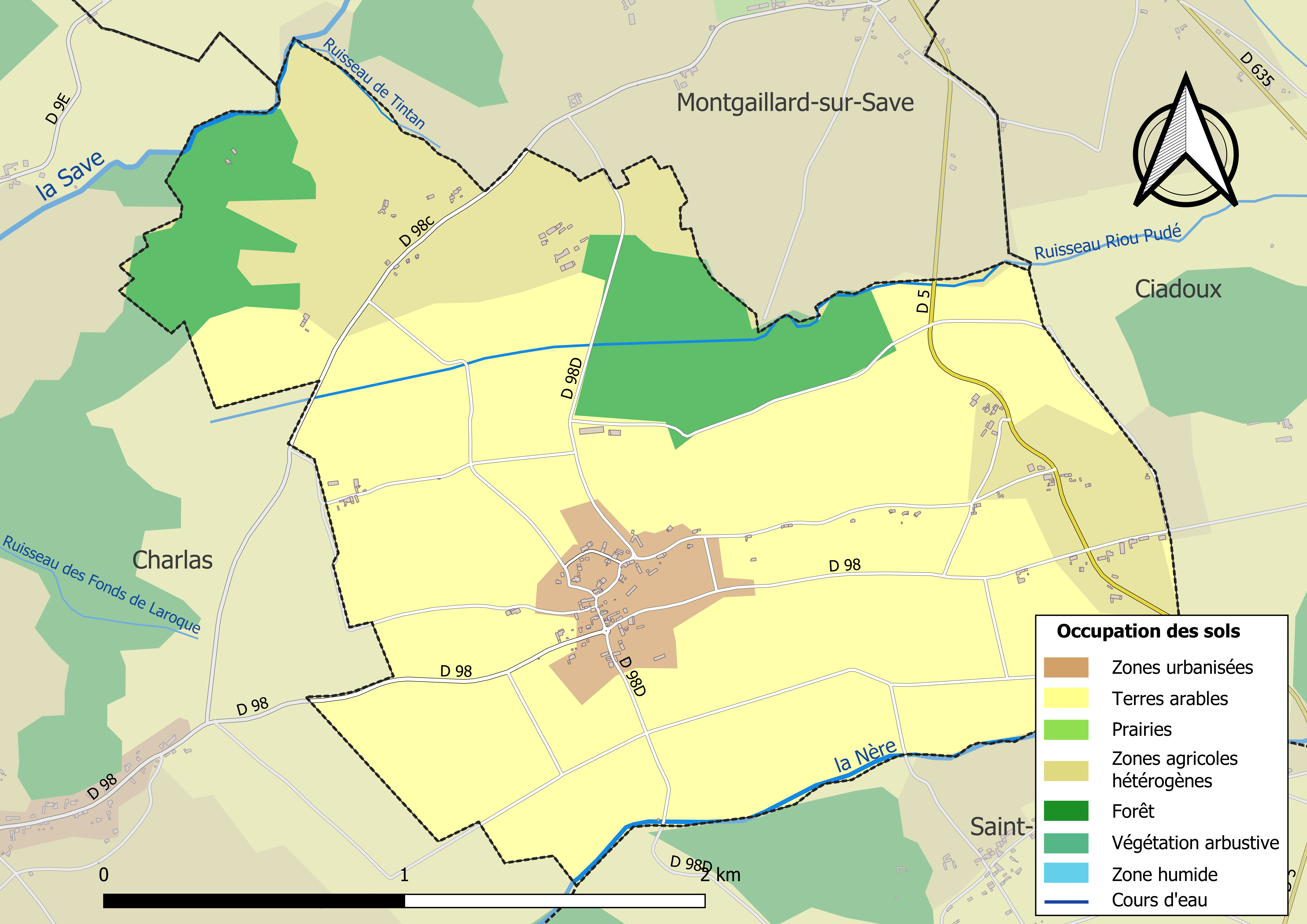
Carte des infrastructures et de l'occupation des sols de la commune en 2018 (CLC).

### Voies de communication et transports
Accès avec la ligne régulière de transport interurbain du réseau Arc-en-ciel (anciennement SEMVAT).

### Risques majeurs
Le territoire de la commune de Saman est vulnérable à différents aléas naturels : météorologiques (tempête, orage, neige, grand froid, canicule ou sécheresse), inondations et séisme (sismicité modérée). Un site publié par le BRGM permet d'évaluer simplement et rapidement les risques d'un bien localisé soit par son adresse soit par le numéro de sa parcelle.
Certaines parties du territoire communal sont susceptibles d’être affectées par le risque d’inondation par débordement de cours d'eau, notamment le Nère. La commune a été reconnue en état de catastrophe naturelle au titre des dommages causés par les inondations et coulées de boue survenues en 1982, 1999, 2008 et 2009,.

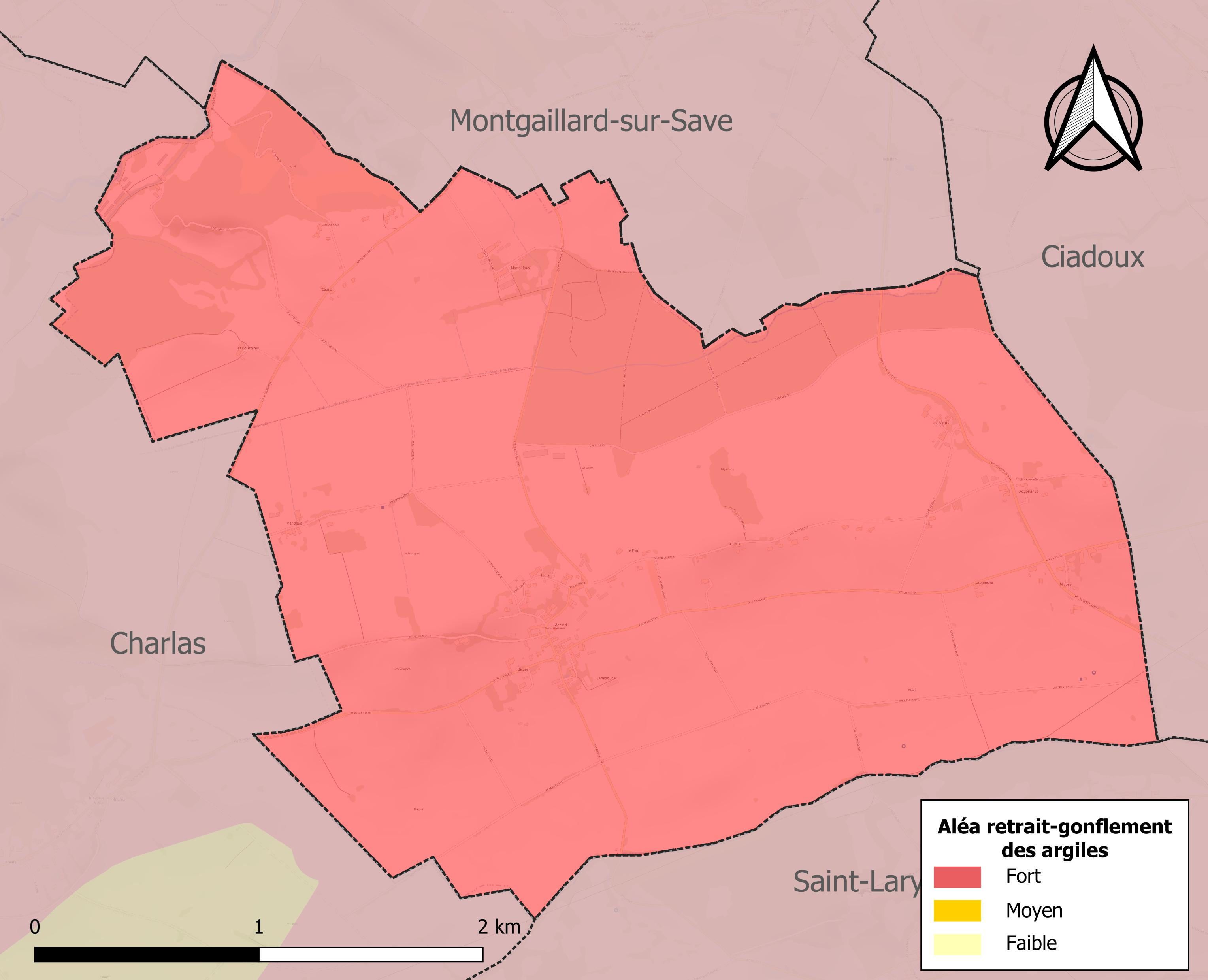
Carte des zones d'aléa retrait-gonflement des sols argileux de Saman.

Le retrait-gonflement des sols argileux est susceptible d'engendrer des dommages importants aux bâtiments en cas d’alternance de périodes de sécheresse et de pluie. La totalité de la commune est en aléa moyen ou fort (88,8 % au niveau départemental et 48,5 % au niveau national). Sur les 73 bâtiments dénombrés sur la commune en 2019, 73 sont en aléa moyen ou fort, soit 100 %, à comparer aux 98 % au niveau départemental et 54 % au niveau national. Une cartographie de l'exposition du territoire national au retrait gonflement des sols argileux est disponible sur le site du BRGM,.
Par ailleurs, afin de mieux appréhender le risque d’affaissement de terrain, l'inventaire national des cavités souterraines permet de localiser celles situées sur la commune.
Concernant les mouvements de terrains, la commune a été reconnue en état de catastrophe naturelle au titre des dommages causés par la sécheresse en 1989, 1993, 2003, 2012 et 2017 et par des mouvements de terrain en 1999.

## Toponymie
La signification du nom de cette commune fait penser au nom gaulois "samos", auquel s'est ajouté le suffixe gallo-romain "anum", devenu "ano" dans le vieux roman.

## Histoire
Au Moyen Âge, le château des seigneurs dominait le village qui était pourvu d'une belle forêt. La seigneurie était dans la mouvance des comtes de Comminges et dépendait de la châtellenie d'Aurignac. Au XIIe siècle, Vital de Saman sert les comtes de Comminges et fait don à l'abbaye de Bonnefont de ses droits sur plusieurs de ses terres (1191). Au XIIIe siècle, nous rencontrons les frères Pierre et Arnaud de Saman ; ce dernier prendra part à la croisade d'Égypte. Au XIVe siècle, Guiraud de Saman est châtelain de l'Isle-en-Dodon et Sanche de Saman châtelain de Cier. Aux XVe et XVIe siècles, sont cités Fabien de Saman, son fils Bertrand, Gaillard (1456), et Jean de Saman (1552).

## Politique et administration

### Administration municipale
Le nombre d'habitants au recensement de 2011 étant compris entre 100 et 499, le nombre de membres du conseil municipal pour l'élection de 2014 est de onze,.

### Rattachements administratifs et électoraux
Commune faisant partie de la huitième circonscription de la Haute-Garonne de la communauté de communes du Boulonnais et du canton de Saint-Gaudens (avant le redécoupage départemental de 2014, Saman faisait partie de l'ex-canton de Boulogne-sur-Gesse et avant le 1er janvier 2017 elle faisait partie de la communauté de communes du Boulonnais).

### Liste des maires
| Période                                  | Période  | Identité          | Étiquette | Qualité     |
| ---------------------------------------- | -------- | ----------------- | --------- | ----------- |
| 1983                                     | 2014     | Jean-Claude Ariès |           | agriculteur |
| 2014                                     | En cours | Julien Lacroix    | SE-DVG    | agriculteur |
| Les données manquantes sont à compléter. |          |                   |           |             |

## population et société

### Démographie

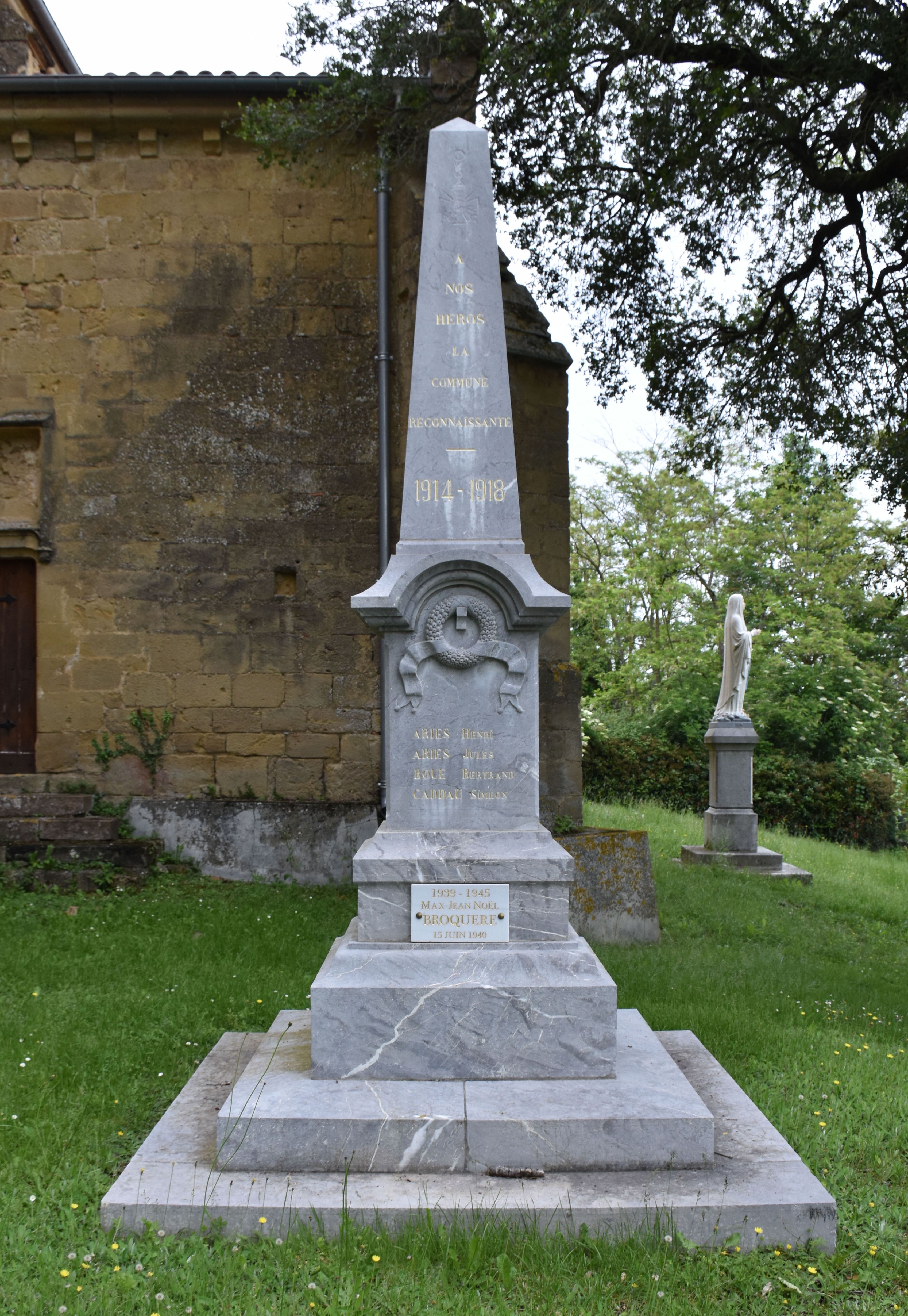
Le monument aux morts.

L'évolution du nombre d'habitants est connue à travers les recensements de la population effectués dans la commune depuis 1793. Pour les communes de moins de 10 000 habitants, une enquête de recensement portant sur toute la population est réalisée tous les cinq ans, les populations de référence des années intermédiaires étant quant à elles estimées par interpolation ou extrapolation. Pour la commune, le premier recensement exhaustif entrant dans le cadre du nouveau dispositif a été réalisé en 2006.

En 2022, la commune comptait 145 habitants, en évolution de +7,41 % par rapport à 2016 (Haute-Garonne : +8,02 %, France hors Mayotte : +2,11 %).
| 1793 | 1800 | 1806 | 1821 | 1831 | 1836 | 1841 | 1846 | 1851 |
| ---- | ---- | ---- | ---- | ---- | ---- | ---- | ---- | ---- |
| 375  | 375  | 389  | 444  | 436  | 441  | 395  | 400  | 399  |

| 1856 | 1861 | 1866 | 1872 | 1876 | 1881 | 1886 | 1891 | 1896 |
| ---- | ---- | ---- | ---- | ---- | ---- | ---- | ---- | ---- |
| 401  | 390  | 408  | 367  | 377  | 359  | 360  | 340  | 326  |

| 1901 | 1906 | 1911 | 1921 | 1926 | 1931 | 1936 | 1946 | 1954 |
| ---- | ---- | ---- | ---- | ---- | ---- | ---- | ---- | ---- |
| 305  | 300  | 256  | 224  | 230  | 223  | 219  | 198  | 171  |

| 1962 | 1968 | 1975 | 1982 | 1990 | 1999 | 2006 | 2011 | 2016 |
| ---- | ---- | ---- | ---- | ---- | ---- | ---- | ---- | ---- |
| 174  | 174  | 149  | 117  | 139  | 142  | 151  | 164  | 135  |

| 2021 | 2022 | - | - | - | - | - | - | - |
| ---- | ---- | - | - | - | - | - | - | - |
| 138  | 145  | - | - | - | - | - | - | - |

| selon la population municipale des années : | 1968 | 1975 | 1982 | 1990 | 1999 | 2006 | 2009 | 2013 |
| Rang de la commune dans le département      | 288  | 453  | 397  | 411  | 398  | 419  | 425  | 419  |
| Nombre de communes du département           | 592  | 582  | 586  | 588  | 588  | 588  | 589  | 589  |

### Enseignement
Saman fait partie de l'académie de Toulouse.

## Économie

### Emploi
|                | 2008  | 2013   | 2018   |
| -------------- | ----- | ------ | ------ |
| Commune        | 9,9 % | 11,5 % | 15,5 % |
| Département    | 7,7 % | 9,6 %  | 9,3 %  |
| France entière | 8,3 % | 10 %   | 10 %   |

En 2018, la population âgée de 15 à 64 ans s'élève à 78 personnes, parmi lesquelles on compte 81 % d'actifs (65,5 % ayant un emploi et 15,5 % de chômeurs) et 19 % d'inactifs,. Depuis 2008, le taux de chômage communal (au sens du recensement) des 15-64 ans est supérieur à celui de la France et du département.
La commune fait partie de la couronne de l'aire d'attraction de Saint-Gaudens, du fait qu'au moins 15 % des actifs travaillent dans le pôle,. Elle compte 27 emplois en 2018, contre 28 en 2013 et 25 en 2008. Le nombre d'actifs ayant un emploi résidant dans la commune est de 51, soit un indicateur de concentration d'emploi de 52,4 % et un taux d'activité parmi les 15 ans ou plus de 60,2 %.
Sur ces 51 actifs de 15 ans ou plus ayant un emploi, 15 travaillent dans la commune, soit 29 % des habitants. Pour se rendre au travail, 78,2 % des habitants utilisent un véhicule personnel ou de fonction à quatre roues, 5,4 % s'y rendent en deux-roues, à vélo ou à pied et 16,4 % n'ont pas besoin de transport (travail au domicile).

### Activités hors agriculture
8 établissements sont implantés  à Saman au 31 décembre 2019.
Le secteur de l'industrie manufacturière, des industries extractives et autres est prépondérant sur la commune puisqu'il représente 50 % du nombre total d'établissements de la commune (4 sur les 8 entreprises implantées  à Saman), contre 5,7 % au niveau départemental.

### Agriculture
La commune est dans les « Coteaux de Gascogne », une petite région agricole occupant une partie ouest du département de la Haute-Garonne, constitué d'un relief de cuestas et de vallées peu profondes, creusés par les rivières issues du massif pyrénéen, avec une activité de polyculture et d’élevage. En 2020, l'orientation technico-économique de l'agriculture  sur la commune est la polyculture et/ou le polyélevage.
|               | 1988 | 2000 | 2010 | 2020 |
| ------------- | ---- | ---- | ---- | ---- |
| Exploitations | 18   | 17   | 18   | 14   |
| SAU (ha)      | 773  | 789  | 783  | 611  |

Le nombre d'exploitations agricoles en activité et ayant leur siège dans la commune est passé de 18 lors du recensement agricole de 1988  à 17 en 2000 puis à 18 en 2010 et enfin à 14 en 2020, un nombre stable en 22 ans. Sur cette même période, le département a perdu 57 % de ses exploitations,. La surface agricole utilisée sur la commune a également diminué, passant de 773 ha en 1988 à 611 ha en 2020. Parallèlement la surface agricole utilisée moyenne par exploitation a augmenté, passant de 43 à 44 ha.

## Culture locale et patrimoine

### Lieux et monuments

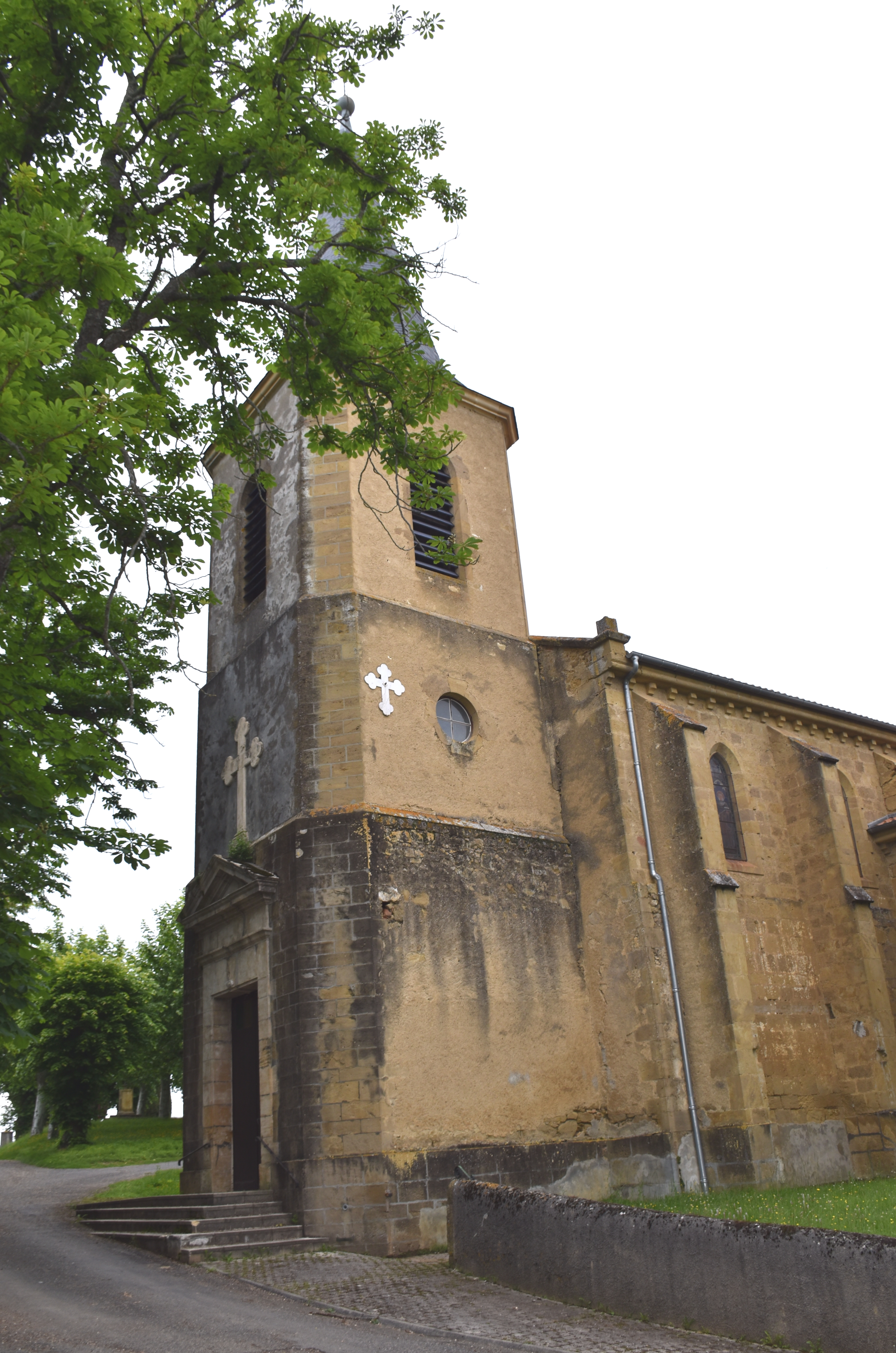
L'église Saint-Fabien.

Église Saint-Fabien-et-Saint-Sébastien de Saman. L'église est dédiée à saint Fabien et saint Sébastien, il s'y trouve une Vierge de pitié en pierre, 4e quart du XVe siècle, placée dans l'ancienne chapelle de la famille seigneuriale de Saman (classée aux Monuments historiques en 1999). Les armoiries des seigneurs de Saman, gravées sur pierre, ornent le cul-de-lampe d'une croisée d'ogives de cette chapelle ; elles se blasonnent « d'azur à une dextre apaumée d'or, les quatrième et cinquième doigts abaissés, la dite main soutenant une fleur de lys d'or et accostée à hauteur du pouce de deux étoiles d'argent » (Philippe de Latour).

### Personnalités liées à la commune
- Abel Danos

## Pour approfondir